# Валентина Висконти (герцогиня Орлеанская)
Валентина Висконти (итал. Valentina Visconti; не ранее 1366 и не позднее 1371, Павия — 4 декабря 1408, Замок Блуа) — жена герцога Людовика Орлеанского, младшего брата французского короля Карла VI Безумного.

## Биография
Единственная дочь Джан Галлеаццо Висконти, первого герцога Милана, и французской принцессы Изабеллы Валуа (дочери Иоанна II Доброго). Рано осталась без матери, воспитывалась в Павии своей бабушкой Бьянкой Савойской. Получившая прекрасное образование и обеспеченная огромным приданым, Валентина была одной из самых желанных невест Европы (её обручали четыре раза). В 1395 году её отец решил выдать Валентину замуж за брата французского короля, чтобы укрепить свои политические позиции.

### Помолвка и брак

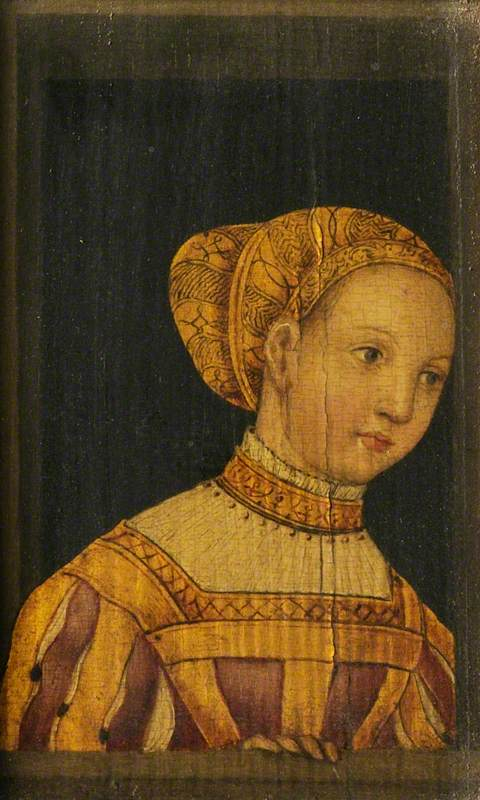
Портрет Валентины Висконти, приб. 1386 года.

25 ноября 1386 года при благословении папы Климента VII был заключён контракт: невеста получала город Асти, графство Верту, 450 тыс. флоринов, ювелирных изделий на 75 тыс. флоринов и право на наследование Милана. Тем не менее, Джан Галлеаццо не позволил пока своей дочери покинуть Милан, ссылаясь на её юный возраст. Свадебные церемонии состоялись в Милане только 8 апреля 1387 года. На самом деле всё это было лишь уловкой с целью потянуть время, так как миланский герцог надеялся, что его новая жена Екатерина разрешится от бремени мальчиком, что позволит изменить брачный договор. И действительно, 7 сентября 1388 года у Валентины родился брат Джованни Мария, и положение брачного контракта по поводу наследования были пересмотрены. Валентина была отправлена к мужу в сопровождении своего кузена Амадео VII, графа Россо, везя с собой значительное приданое.
Венчание свершилось в Мелёне 17 августа 1389 года. Молодая пара поселилась в Венсене. В этот период Валентина родила троих детей, двое из которых умерли преждевременно. Двое младенцев королевы также скончались.

### Безумие короля Карла и изгнание

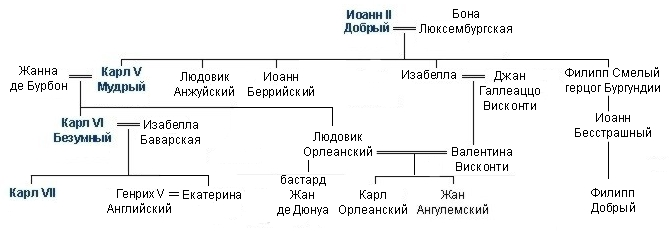
Семья Карла Безумного

Из-за интриг при дворе Карла VI и ненависти королевы Изабеллы Баварской (также своей кузины через мать королевы, урожденной Таддеи Висконти) была изгнана из Парижа: безумный король Карл относился к своей невестке с симпатией, что выделяло Валентину из числа прочих, на которых он бросался с ненавистью. Он называл её «любимой сестрицей» и постоянно требовал её присутствия на всех дворцовых церемониях. Это вызвало зависть придворных.
Кроме того, ходили слухи, что королева Изабелла имела роман с мужем Валентины, своим деверем Людовиком. Королева обвинила Валентину в том, что она устроила заговор и заколдовала короля, чтобы престол перешёл к Людовику Орлеанскому. (Кроме того, отец Валентины в своё время свергнул с престола своего дядю, деда Изабеллы, с чем связывают дальнейшую антимиланскую политику королевы). Валентину обвинили в попытке отравления дофина ядовитым яблоком и наведении порчи на короля. Королю действительно становилось лучше в присутствии Валентины или её мужа, что приписывали колдовству и чёрной магии. После каждого нового приступа безумия короля положение герцогини Орлеанской становилось всё более шатким, королева Изабелла и старая герцогиня Бургундская, ненавидевшие Валентину, добились от герцога Орлеанского и королевского совета сначала удаления герцогини Орлеанской от двора, а весной 1396 года — её изгнания из Парижа».
Чтобы защитить жену от вражды, Людовик в марте 1396 года переехал в Асниер, занявшись также укреплением и расширением замка в Блуа. За этот период у них родилось четыре ребёнка. Изгнание Валентины совпало с переориентацией французской политики на союз с Флоренцией вместо Милана.
Из Асниера Валентина переехала в Блуа около 1400 года. Её супруг Людовик превратил Блуа в настоящую крепость в связи со сложным географическим положением замка вблизи владений врагов — герцогов Бургундских. В 1402 году от чумы умер отец Валентины, и правителем Милана стала его вдова Екатерина.

### Убийство Людовика

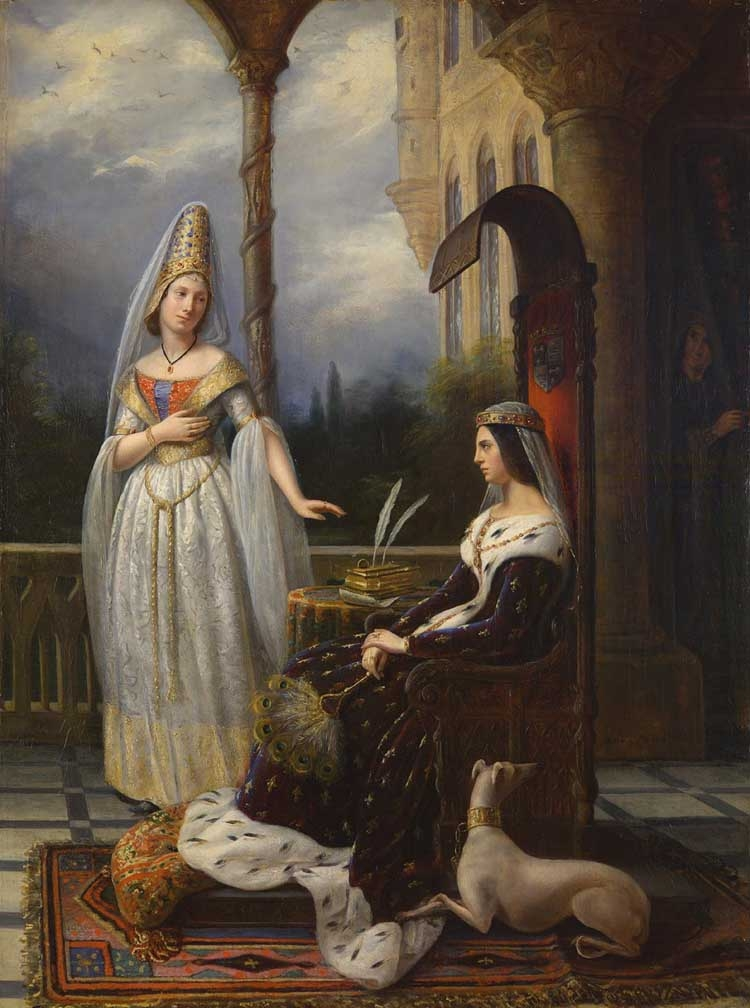
Валентина Висконти и Одинетта, возлюбленная короля

В связи со сложной политической ситуацией и борьбой за власть, пользуясь возможностью управлять от имени безумного короля, Людовик заключил союз со своей невесткой королевой Изабеллой и помогал ей против бургундцев. (Ходили даже слухи об их любовной связи)
23 ноября 1407 года королева Изабелла родила своего последнего ребёнка, который скончался несколько часов спустя. В тот же день Людовик Орлеанский был убит в Париже по приказу бургундского герцога Жана Бесстрашного (как утверждают, его убили, когда он выходил из дома своей любовницы королевы Изабеллы). После его смерти Валентина отправилась в Париж к королю с просьбой о наказании виновных. Слабый король сначала изъявил своё согласие, но вскоре удалил её от двора. Никакого возмездия за открыто признанное убийство не последовало. Организовав защитную речь аббата де Серизи на оправдывающую убийство речь доктора университета Жана Пти, Валентина была вынуждена вернуться в свои владения ни с чем.

«Как умолчать о том, что был убит его брат, и не вчера ли ещё Валентина Висконти, которую всегда называл он возлюбленной сестрой, стояла перед ним на коленях, отводила вдовий покров с обвиняющего, сетующего, обезображенного лица, а сегодня твёрдый, речистый защитник часами доказывал правоту царственного убийцы, покуда преступление не сделалось как бы прозрачно и чуть не в сиянии вознеслось к небесам. Справедливо казалось всех оправдать; Валентина Орлеанская умерла ведь от горя, хоть ей обещалось мщение. Но что пользы было прощать герцога Бургундского, и снова прощать? Его охватило черное пламя отчаянья, и неделями он отсиживался в палатке в глухом лесу, уверяя, что лишь ночные крики оленей ему облегчают душу». («Записки Мальте Лауридса Бригге», Райнер Мария Рильке)
Валентина горячо оплакивала смерть супруга, её гербом стал серебряный фонтан слёз, а девизом — «ничто для меня более, и более ничто» (Plus ne m’est rien, rien ne m’est plus). Валентина пережила своего мужа примерно на год, скончавшись в Блуа в возрасте 38 лет. На смертном одре она заставила детей поклясться поддержать величие своего дома и отомстить за убиение отца.
Её права на Милан впоследствии стали поводом к Итальянским войнам Людовика XII и Франциска I.

## Личность
Валентина бегло говорила по-итальянски, по-французски, по-немецки, знала латынь; играла на арфе и собирала библиотеку, которая стала ядром Национальной Библиотеки Франции. Была патронессой Эсташа Дешана, который написал несколько стихотворений в её честь. Также была адресатом сочинений Кристины Пизанской. Вдобавок Валентина стала матерью одного из самых известных поэтов Франции следующего периода — Карла Орлеанского. В 1405 году она фактически усыновила бастарда своего мужа — Жана де Дюнуа.

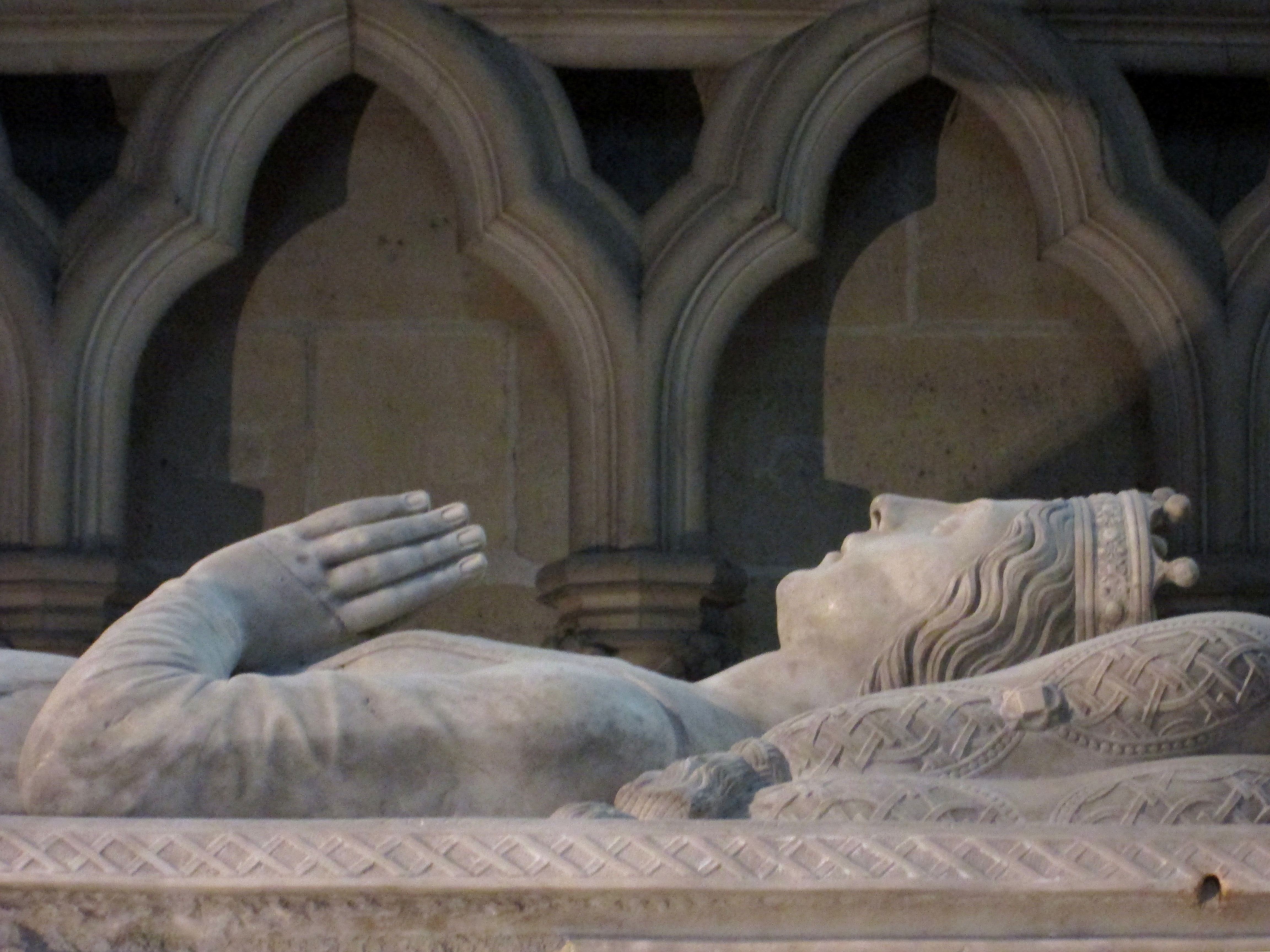
Надгробие Валентины Висконти Базилика Сен-Дени

Валентина стала персонажем романа Александра Дюма «Изабелла Баварская» (1835).

## Дети
- Карл, герцог Орлеанский (1391—1465), отец Людовика XII, короля Франции
- Филипп Орлеанский (1396—1420), граф де Вертю
- Жан III Добрый (1404—1467) граф Ангулемский, дед короля Франциска I
- Маргарита Орлеанская (1406—1466), замужем за Ришаром Бретонским, графом Этампа
- Четыре мальчика и две девочки, которые умерли в детстве.